# Heartful媽媽
《Heartful媽媽》是由ALICESOFT製作於2017年1月27日發售的成人遊戲，後來改編成OVA由Pink Pineapple於2017年10月27日發售。

## 故事
原本獨自一人居住的大学生城崎真生，有一天許久不見的父親元突然回家並且帶了再婚對象有馬汐梨，真生也因此開始展開與汐梨的同居生活。

## 角色

### 主要角色
城崎真生
本作的男主角。大學四年級學生，母親在就讀國中時過世後就開始有女性恐懼症。原本與父親同住在公寓，但是在四年前父親突然離家後便開始一人獨居。
有馬汐梨（聲優：神無月ほのか））
真生父親的再婚對象，尚未入戶籍，身材姣好，是个擅長做家事的賢妻良母。
十分溺愛真生，有時會做出逾越母子關係的行為。
黒川麻衣（聲優：手塚りょうこ）
真生就讀高中時的學妹，在高中畢業後由於父親借錢關係而被迫與黒川和郎結婚。由於一直暗戀著學長而向丈夫要求住在真生隔壁。

### 其他角色
城崎元
真生的父親，為了尋找比前妻更好的理想女性而離家踏上旅程。
城崎十三
真生的祖父。
城崎嗣夫
十三的二兒子。
城崎實
十三的三兒子，還只是不喜歡讀書的少年。
黒川和郎
麻衣的丈夫，老牌日本點心店的大少爺。十分希望能有小孩來繼承父母的遺產。

## 主題曲
遊戲片尾曲「 ～Reach not think～」，是由琉姫アルナ擔任作詞和作曲，ALVINE負責編曲，主唱是由MiU擔任。

## OVA
OVA《Heartful媽媽 THE ANIMATION》（は～とふるママン THE ANIMATION）是由Pink Pineapple發售的成人動畫，於2017年10月27日發售，兩位女主角的聲優與遊戲相同。

## 評價
《Heartful媽媽》在Getchu.com舉辦的「美少女遊戲大賞2017」中獲得角色部門有馬汐梨第12名、情色部門第5名。

## 外部連結
- 官方網站（页面存档备份，存于）（日語）
- 《Heartful媽媽》在視覺小說數據庫的頁面 （英文）